# David Bushnell
David Bushnell (1742 - 1824) của Saybrook, Connecticut, là một nhà phát minh người Mỹ trong Chiến tranh giành độc lập của Mỹ. Ông là người phát minh ra chiếc tàu ngầm đầu tiên sử dụng trong chiến đấu, tàu này có tên Turtle. Ý tưởng về việc sử dụng nước để làm chìm tàu và nâng tàu ngầm của ông nên vẫn được sử dụng hiện nay, cũng như các chân vịt được sử dụng đầu tiên trong tàu Turtle.
Khi ở Yale, ông đã chứng minh rằng thuốc súng nổ được dưới nước. Với ý tưởng này ông đã tạo ra hàng rào mìn phòng ngự vào năm 1777. Ông cũng là người đầu tiên phát minh ra bom hẹn giờ.
Bushnell sau đó đến Pháp và định cư ở Warrenton, Georgia, ông sống ở đó khoảng 30 năm dưới tên giả để giảng dạy và nghiên cứu. Ông chết năm 1824
Kiểu tàu ngầm của David Bushnell vẫn được trưng bày ở Groton, Connecticut.